# Na Hang, Tuyên Quang
Na Hang là xã thuộc tỉnh Tuyên Quang, Việt Nam.

## Địa lý
Thị trấn Na Hang có vị trí:
- Phía đông giáp xã Sơn Phú
- Phía tây giáp xã Năng Khả
- Phía nam giáp xã Thanh Tương
- Phía bắc giáp các xã Năng Khả và Khâu Tinh.

Thị trấn Na Hang có diện tích 43,63 km², dân số năm 2006 là 6.784 người, mật độ dân số đạt 155 người/km².
Thị trấn Na Hang nằm ở hai bên bờ sông Gâm, riêng sông Năng tạo thành ranh giới tự nhiên phía đông bắc của xã trước khi hợp dòng vào sông Gâm, ngoài ra còn có suối La Mang và nhiều khe suối nhỏ đổ vào sông Gâm. Trên địa bàn thị trấn còn có hồ Pác Ban. Thị trấn Na Hang có tuyến quốc lộ 279 cùng tuyến quốc lộ 2C đi qua địa bàn.

## Hành chính
Thị trấn Na Hang được chia thành 23 tổ dân phố: 2, 3, 4, 5, 6, 7, 8, 9, 10, 12, 13, 14, 15, 16, 17, 20, Hà Vị, Khuôn Phươn, Ngòi Nẻ, Nà Mỏ, Yên Trung, Tân Lập.

## Lịch sử
Thị trấn Na Hang được thành lập vào ngày 13 tháng 2 năm 1987 theo Quyết định số 28-HĐBT của Hội đồng Bộ trưởng trên cơ sở 68,8 ha diện tích tự nhiên và 87 người của xã Thanh Tương; 675,2 ha diện tích tự nhiên và 840 người của xã Năng Khả; 925 ha diện tích tự nhiên và 3650 người của xã Vĩnh Yên.
Sau khi thành lập, thị trấn có 1.668,8 ha diện tích tự nhiên và 4.577 người.
Ngày 25 tháng 1 năm 2006, Chính phủ ban hành Nghị định số 14/2006/NĐ-CP. Theo đó, điều chỉnh 1.686 ha diện tích tự nhiên và 109 người của xã Vĩnh Yên vừa giải thể, 420 ha diện tích tự nhiên và 1.034 người của xã Thanh Tương, 560 ha diện tích tự nhiên và 550 người của xã Năng Khả về thị trấn Na Hang quản lý.
Sau khi điều chỉnh địa giới hành chính, thị trấn Na Hang có 4.363 ha diện tích tự nhiên và 6.784 người.